# Волден два
Волден два (Другий Волден, Волден-2) (англ. Walden Two) — утопічний роман американського психолога та письменника Берреса Фредеріка Скіннера, де йдеться про існування людини подалі від суспільства.

## Історія роману
написання стало наслідком кризи середини життя, який автор пережив у віці 41 року. Він зміг подолати депресію, повернувшись до своєї юнацької мрії стати письменником. Захоплений особистими і професійними конфліктами, він висловив свій відчай в книзі, розповідаючи про долю Т. Є. Фрайзера.
До початку 1960-х років було продано лише декілька тисяч примірників, проте у 1990 році, в рік смерті Б. Ф. Скіннера, було продано близько 2,5 мільйонів примірників.

## Сюжет
Одним з центральних персонажів є університетський професор психології Беррес зустрічає двох своїх випускників, які в пошуках кращого життя після Другої світової війни, приходять до нього за порадою. Хлопці наштовхнулися на статтю, що розповідає про принципово новий устрій суспільства, реалізованому у 1930-х роках в місці під назвою «Волден Два». Берріс знає автора статті, оскільки це його одногрупник Т. Е. Фрайзєр. Разом з учнями та їх подружками, а також зі своїм колегою Касл, професором філософії і етіки, вирушає в це місце на тиждень, щоб побачити все своїми очима. Вся книга є великою і детальною екскурсія «Волденом Два», що проводить Фрайзер.
«Волден Два» виявляється громадою близько 1 тис. осіб, практично самодостатньою. Власне виробництво землеробської продукції, одягу, меблів і навіть будівельного матеріалу, власна медицина, освіта, наука і неймовірно добре розвинені мистецтва — симфонічні оркестри, театральні групи, живопис. Працюють люди по 4 години на день, одягаються добре і зі смаком, великими натовпами не збираються, до політики, паління і алкоголь жодного інтересу не мають, багато читають й відпочивають, відчувають себе абсолютно вільними.
Стратегічні цілі спільноти визначають 6 планувальників (3 чоловіка і 3 жінки). Їх ніхто не знає і немає необхідності обирати їх за принципом демократії. Існує Рада планувальників, що контролює управлінців та здійснює деякі судові функції. Виконання здійснюють управлінці з різних напрямків — охорони здоров'я, їжі, політиці. Реальної влади або популярності статус управлінця не дає, але дозволяє виконувати складнішу і цікавішу роботу, тим, хто цього хоче. Управлінці не мають права застосовувати насильницьку силу, оскільки кожен член громади самовмотивований. Далій йдуть працівники, які виконують основні роботи. Окремою групою є вчені, які проводять досліди з розведення рослин і тварин, контролю поведінки немовлят, освітніх процесів, використання сировини.
Із зовнішнім світом співтовариство контактує в міру потреби. Дітям влаштовують екскурсії до міст, щоб ті бачили всі принади і недоліки іншої цивілізації. Спільнота платить податки, і закуповує необхідні речі, які не можна зробити самим. Також продає щось, що самим не потрібно, але в мінімальних обсягах. Управлінці політики, ознайомившись детально з програмами кандидатів голосують на загальноамериканських виборах від імені всіх мешканців «Волдена Два».
Економіка побудована на «принципі кредитів». За добу треба виконувати роботу рівну 4 «кредитам» — і тоді можна безоплатно користуватися їжею, одягом і всіма благами місцевої цивілізації. Роботу розподіляє спеціальний управлінець, який знає яка робота варта скількох кредитів на годину. Так, важка і брудна робота дорівнює 2 кредитам на годину, а малюнок на стіні — півкредіта на годину. Купити на ці кредити нічого не можна — в їдальні все безкоштовно, за принципом шведського столу. Кіно і концерти теж з відкритим доступом. Житло розподіляється за принципом розсудливості, родинам надаються великі кімнати. Кожен вільний обладнати їх як заманеться.
Діти, що народжуються тут, знаходиться не з батьками, а в загальній будівлі (на кшталт «ясел»), де про них піклується персонал зі зручним обладнанням. Діти належать всій громаді, що дозволяє бути щасливим навіть тим, хто не може мати дітей, так само як і всі дорослі, належать всім дітям, а не лише рідним, що дозволяє дітям брати приклад з кого їм бажається. Це знімає відмінності між родинами й взагалі анулює інститут сім'ї, як застарілий. Як колись родоплемінний лад був замінений ефективнішим способом організації суспільства, так і тут колективна турбота про дитину краще готує його до відкритого світу. Після «ясел» дитина вирушає до школи, де немає вчителів, її лише «спрямовують» в своєму прагненні пізнати світ. Вона вчить тільки те, що хоче вчити, і розвивається тільки в тому, що їй цікаво. При цьому в «Волдені Два» не вчать історію, тому що не вважають її важливою для сприйняття дійсного світу. Дитина починає виконувати маленьку нескладну роботу з самого дитинства і коли досягає 16 років вже повністю самостійна особа, яка може заводити дітей. Тут заохочують раннє народження дітей, щоб до 21, народивши 4 дітей, дівчина була вже повністю вільна від дітонародження і займалася роботою і саморозвитком.
Люди тут не прагнуть виділитися серед інших, не вшановують героїв, поважають кожну людину, незалежно від того, прибиральник він або управлінець. Змалку вчаться виконувати свою роботу з повагою, задоволенням, терпимістю і самоконтролем, не чекаючи схвалення. Заборонено обговорювати чутки і плітки. Головна цінність — саморозвиток людини, а не речі. Вони працюють щоб було все, що потрібно для гарного життя, але не в надлишку. В надлишку тут тільки вільний час, який люди витрачають на приємності. Люди не відчувають депресій або самотності, заздрості чи жадібності. Якщо хтось бунтує і робить щось погане, до нього ставляться як до нездоровій людині і з ним працює психолог (консультант громади).
Наприкінці двоє молодиків записуються до товариства. Касл, оголошує себе прихильником американської демократії, звинувачує Фрайзєра у прихованій диктатурі. Той відповідає, що в «Волден Два» вільний відбудь-яких форм деспотизму, навіть від «деспотизму демократії». Касл і Берерс повертаються до себе. Але останній через деякий час відмовляється від викладання та повертається й вступає до «Волдена Два».

## Теми
- поведінкова класифікація
- політична етика
- освітня філософія
- статева рівність
- загальне благо
- історіографія,
- свобода загалом і свобода волі,
- дилема американської демократії і радянського комунізму.

## Критика
Назва «Волден Два» є алюзією на книгу «Волден, або Життя в лісах» американського письменника та суспільного діяча Генрі Девіда Торо. На думку прихильників біхевіоризму роман Б. Ф. Скіннера є на кшталт уявного експерименту з побудови іншої, ефективнішої моделі суспільства в рамках теорії поведінкової психології. Автор закликає до корінної перебудови всього суспільного ладу і висуває свою сцієнтистську концепцію суспільства майбутнього. За нею, суспільство має бути перебудована на основі біхевіористського принципу підкріплення.
Низка вчених розглядають роман, як відображення наслідків відмови людей від свободи волі, включаючи відмову від твердження, що поведінка людини контролюється некорпоральной сутністю, такий як дух або душа. Є відзеркалення теорії, що поведінка живих організмів, насамперед людей, визначається екологічними змінними, і зміна навколишнього соціального і економічного середовища може виробляти нову соціокультурну систему.
Гуманістичні сучасники автора дорювнювали «Волден Два» антиутопіям Дж. Оруелла і О.Хакслі. Британський поет Стівен Спендер назвав його ідеї різновидом фашизму без сліз.
Дослідники початку XXI століття розглядають у товаристві, змальованому автором якесь чудернацьке поєднання феодальної доби та суспільно-економічних відносин в СРСР.

## Вплив
Прихильники ідей роману в США створили декілька комун і громад, де намагалися відобразити суспільство, змальовано Б. Ф. Скіннером.
- 1953 рік. У Лінкольні група сімей із Массачусетського технологічного інституту на чолі з Ранульфом Грасом та його дружиною Енн, утворила громаду, збудувала 23 будинки на 16 га. Цей район став знаний як Браун-Вуд.
- 1955 рік. У Нью-Гейвені група під керівництвом Артура Гладстона спробувала створити співтовариство, втім невдало.
- 1966 рік. У Гартленді (штат Мічиган) створено Волденвуд, де мешкало 83 дорослих та 4 дитини.
- 1966 року створено Асоціацію соціального дизайну (ASD), яка пропагувала «Волден Два». Її підрозділи діяли в Лос-Анджелесі, Альбукерке та Вашингтоні.
- 1967 рік. У окрузі Луїза було створено спільноту «Подвійних Дубів» (діє до тепер).
- 1969 рік. Кейт Міллер у місті Лоуренс заснував студентський колектив «Волденський будинок» (тепер знаний як «Соняшниковий будинок-11»).
- 1970 рік На захід від Барселони було створено громаду «Волден-7» Walden 7 з 1000 мешканців. Є соціально-архітектурним експериментом, що існує до тепер.
- 1971 рік. Роджер Ульріх в Каламазу заснував спільноту «Озерне село».
- 1971 рік. У Ермосійо засновано громаду Лос-Орконе. Згідно Б. Ф. Скіннеру побудова цієї комуни найбільше відповідає принципам його роману.
- 1971 рік. Мері Луїза Струм та Девід Норд у Вестфалії (штат Техас) заснували комуну під назвою «Ювілейна громада».
- 1973 рік. В окрузі Озарк засновано громаду «Східний вітер».